# Doris Miedl-Pisecky

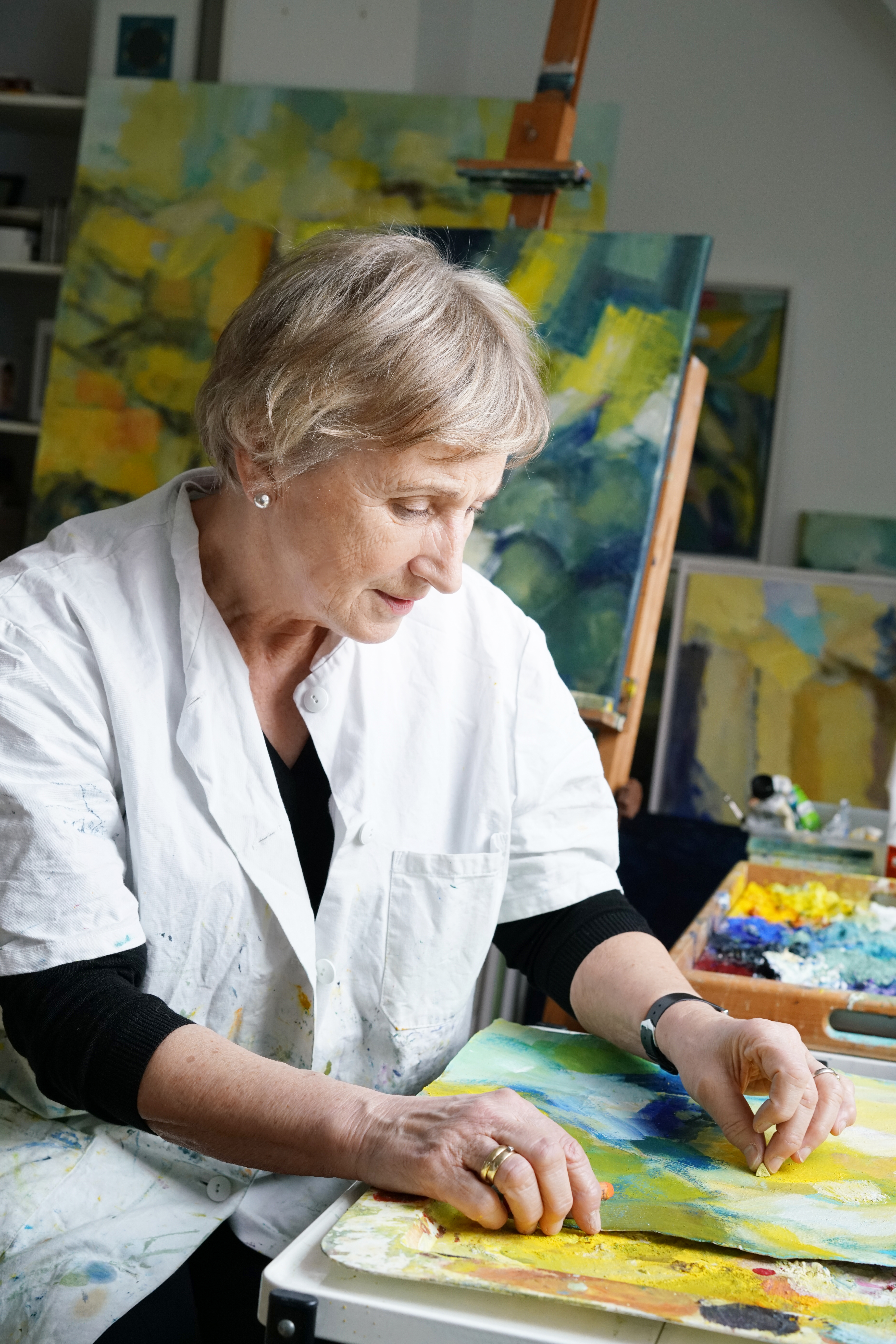
Doris Miedl-Pisecky 2018 in ihrem Linzer Atelier (Foto: Reinhard Winkler)

Doris Miedl-Pisecky (* 23. August 1948 in Linz) ist eine österreichische Malerin und Kunstpädagogin.

## Leben und Wirken
Miedl-Pisecky lebt und arbeitet in Linz und Bad Aussee. Sie ist Mitglied des Kunstvereins Passau.
1962 bis 1967 besuchte sie die Kunstschule der Stadt Linz, 1974 bis 2004 war sie in der Lehrerausbildung an der Pädagogischen Hochschule der Diözese Linz im Fachbereich Kunsterziehung tätig.

Seit 1981 ist sie auch freischaffend als Malerin tätig, vor allem in den Genres Stillleben und Landschaft. Ihren Stil, landschaftlich-tektonische Phänomene unter der Einwirkung des Lichts in Farbkompositionen zu übersetzen, entwickelte sie ab 1986. Ihr Bild der langfristig kulturell überformten Naturlandschaft, disponiert durch atmosphärische Eindrücke des Moments ist geprägt durch Aufenthalte in den östlichen Alpen, in Griechenland, der Türkei, Israel und Marokko sowie im Nordwesten Amerikas. Vegetative Formen, angeregt durch Wahrnehmungen im eigenen Garten, fließen in ihr Werk ab 2008 ein, dann auch im Farb-Holzschnitt (als Unikatdruck).
2006 bis 2014 war sie in Oberösterreich Mitglied des Landeskulturbeirates. Doris Miedl-Pisecky ist mit dem Künstler und Kunstpädagogen Oswald Miedl verheiratet, sie ist Mutter von drei Kindern.
1992 genoss sie als Stipendiatin der Österreichischen Salinen AG einen Arbeitsaufenthalt im Hallstätter Hochtal. 2014 folgte ein Atelieraufenthalt im Gästeatelier des Landes Oberösterreich in Paliano, 2017 auf Einladung des Landes in der Villa Stanborough Wittgenstein in Gmunden.

## Ausstellungen (Auswahl)

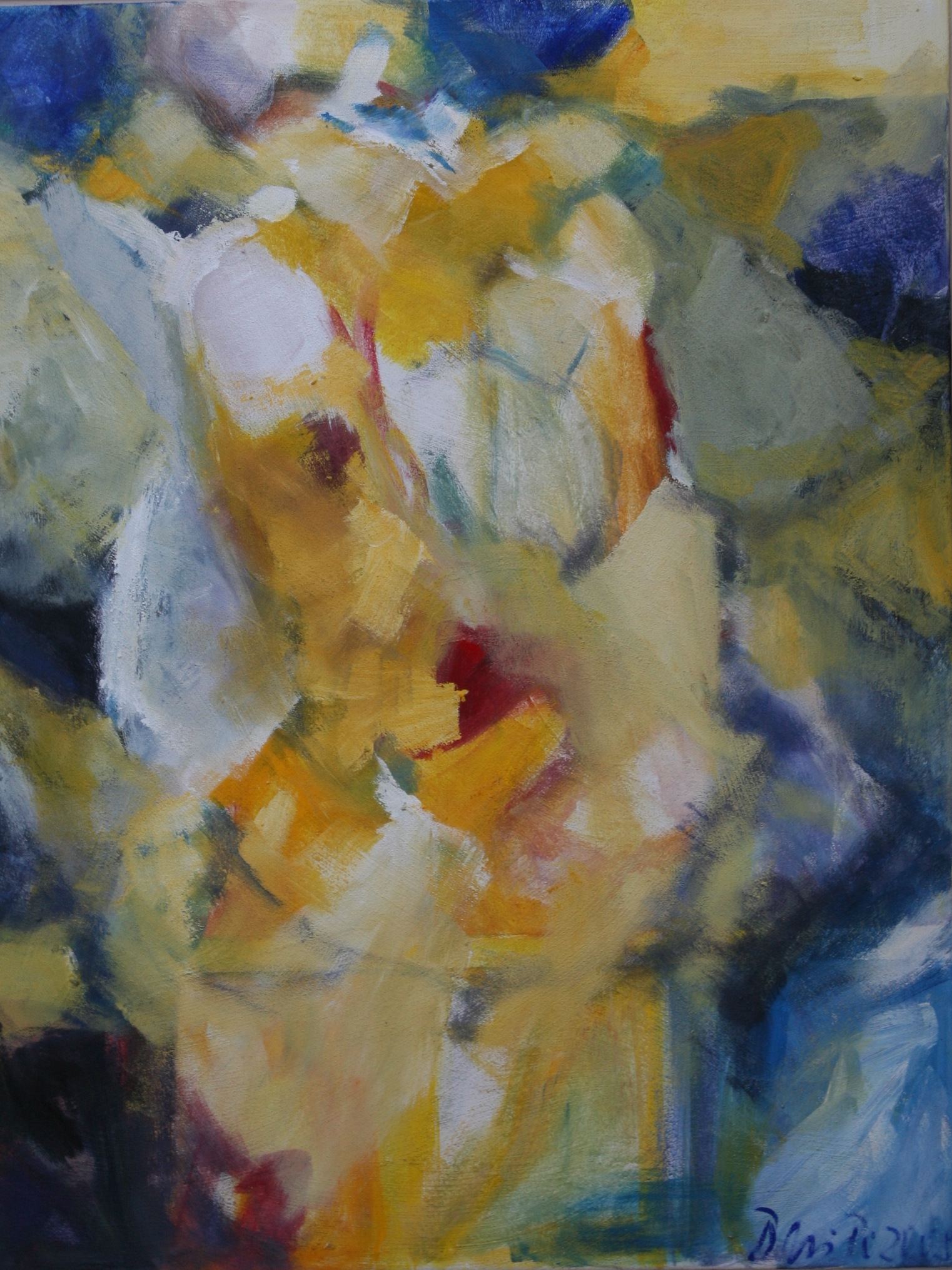
„Lichteinbrüche“, 100 × 80 cm, Acryl/Lw, 2009

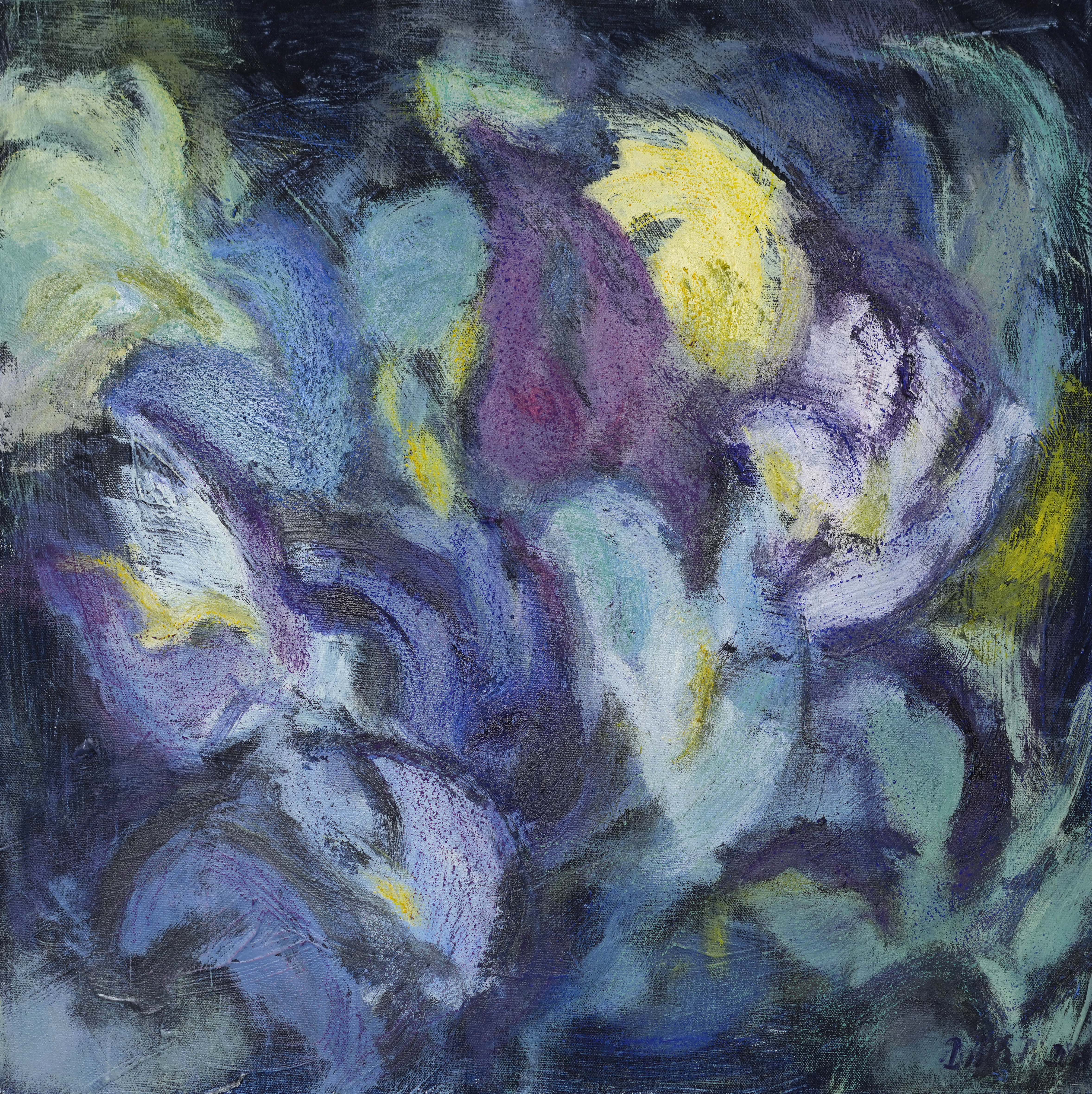
Ohne Titel, 60 × 60 cm, Öl+Pigment/Lw, 2022

- 1991: Kulturhaus Slávie (Městský kulturní dům, České Budějovice), Budweis
- 2000: Weiße Galerie (Pädagogische Hochschule der Diözese Linz), Linz
- 2009: Zwei Paare – Vier Dimensionen, mit Oswald Miedl, Ingrid Miura-Grinninger und Makoto Miura. Sankt Anna-Kapelle (Kunstverein Passau), Passau
- 2014: mit Carlo Möseneder. Galerie Kunst im Kletzlmayrhof, St. Marien
- 2016: mit Wolfgang Kirchmayr. Galerie der Stadt Traun, Traun
- 2018: mit Oswald Miedl und Christian Schafflhuber. Sankt Anna-Kapelle (Kunstverein Passau), Passau
- 2020: Villa Rabl, Bad Hall
- 2021: Haslacher Gwölb, Haslach
- 2023: Zaubergarten. Bilger-Breustedt-Haus, Taufkirchen an der Pram
- 2025: Am Anfang die Natur, mit Oswald Miedl. Galerie der Stadt Traun, Traun

## Veröffentlichung
Im Rahmen der pädagogischen Tatsachenforschungen der Pädagogischen Akademie Linz war Doris Miedl-Pisecky Initiatorin und von 1995 bis 1997 Projektleiterin von „Visuell-ästhetische Erziehung als Integrationshilfe unter besonderer Berücksichtigung von Ausländerkindern und Kindern mit Beeinträchtigungen in der Grundschule“. Sie verfasste 1997 den Abschlussbericht (hrsg. von der Pädagogischen Akademie der Diözese Linz).

## Kataloge (Auswahl)
- Doris Miedl-Pisecky. Eigenverlag, Linz 1994, 18 Seiten, 19 Werkabbildungen
- Katalogfalter 2008, 2019 und 2023. Eigenverlag.